# Macromitrium tahitisecundum
Macromitrium tahitisecundum là một loài rêu trong họ Orthotrichaceae. Loài này được Margad. mô tả khoa học đầu tiên năm 1972.